# PC Action
Die PC Action (kurz PCA) war ein deutsches Computerspiele-Magazin, herausgegeben von Computec Media in Fürth. Die PC Action erschien monatlich, normalerweise am zweiten Mittwoch jeden Monats, und hatte pro Ausgabe etwa 150 Seiten, abhängig vor allem von der Anzahl aktuell erscheinender Spiele. Die Zeitschrift hatte einen humoristischen Einschlag. Mit der Ausgabe 01/2013 stellte Computec Media die Zeitschrift ein.

## Geschichte
Der namensgleiche Vorgänger der PC Action war eine Zeitschrift auf Diskette, ebenfalls vom Computec-Verlag. Außer dem Heftcover und einer kurzen Anleitung befand sich der komplette Inhalt auf der Diskette – meistens kleinere Spiele-Vollversionen, aber auch Shareware-Programme. Manchmal wurde auch nur ein einziges, dafür umfangreicheres Spiel veröffentlicht. Der Preis der Zeitschrift betrug 19,80 DM. Veröffentlichte Spiele waren beispielsweise Mysterious Worlds + Pila der Ball (Ausgabe 2/1992) oder Die Unendliche Geschichte II (Ausgabe 6/1992).
Nach Einstellung der Diskettenzeitschrift folgte Anfang 1996 schließlich eine Neueinführung der PC Action als gedrucktes Magazin mit CD-ROM als Beilage. Kostete die Erstausgabe noch 4,50 DM, betrug der Preis ab Ausgabe 4/1996 7,50 DM. Anfangs enthielt die CD-ROM neben Demoversionen auch Leserbriefe, die über ein spezielles Menü aufgerufen werden konnten. Kurzzeitig erschien die Zeitschrift auch als Sonderausgabe mit dem Namen PC Action Plus, die zusätzlich noch eine oder mehrere Vollversionen auf einer zweiten CD-ROM beinhaltete – damaliger Preis 14,80 DM. Ab Ausgabe 1/2000 gab es PC Action (und PC Games) mit Incite-TV DVD im Abo. Beginnend mit 11/2000 gab es das Heft auch mit DVD im Handel. Ab November 2000 sponsorte die PC Action das E-Sport Team mTw|pca und veranstaltete eigene Turniere mit bis zu 100.000 DM Preisgeld.
Mit der Ausgabe 7/2002 erhielt die Zeitschrift ihren bis zuletzt prägenden humorvollen, satirischen, teils derb witzigen und selbstironischen Charakter, wobei auch nicht vor sexistischen und Randgruppen-Witzen zurückgeschreckt wurde. Prägend waren zweideutige Artikelüberschriften und Bildbeschreibungen. Die überwiegende Anzahl der sexistischen und Randgruppen-Witze richtete sich gegen Frauen oder gegen Deutsche aus den neuen Bundesländern. Später wurden die ausschließlich witzig gemeinten Bildunterschriften wieder durch zusätzliche ernsthafte Beschreibungen ergänzt. Ab Ausgabe 7/2007 kostete die PC Action 5,30 Euro, ab der Ausgabe 2/2009 betrug der Preis 5,50 Euro.
Zuletzt sank die Auflage auf unter 30.000 Exemplare. Mit der am 12. Dezember 2012 veröffentlichten Ausgabe 01/2013 wurde die PC Action schließlich eingestellt, die Redakteure und Layouter wurden zu den Print- und Digitalaktivitäten der „PC Games“ versetzt.

## Die Redaktion
Der Chefredakteur der PC Action, Heinrich Lenhardt, löste mit der Ausgabe 12/2006 den langjährigen Chefredakteur Christian Bigge ab. Dieser leitete die Redaktion von der Ausgabe 9/2001 bis zur Ausgabe 11/2006. Mitte 2007 verließ Lenhardt die PC Action und arbeitet seitdem für Buffed, das Portal für Online-Spiele der Computec Media. Seine Arbeit als Chefredakteur übernahm Petra Fröhlich. Christian Bigge bildete schon mit Christian Müller und Alexander Geltenpoth ein Dreigestirn aus leitenden Redakteuren, die der Redaktion ab der Erstausgabe 2/1996 zunächst vorstanden. Erst mit Ausgabe 5/1996 übernahm Christian Müller die alleinige Führung bis Mitte 2006.
Jahrelang arbeitete Joachim Hesse als stellvertretender Chefredakteur und Harald Fränkel als Chef vom Dienst. Harald Fränkel beantwortete an die Redaktion geschickte Leserbriefe. Das besondere daran war, dass die Antworten viel Sarkasmus und Humor enthielten.
Joachim Hesse und Ralph Wollner hatten eine sehr erfolgreiche Rubrik „PC Action kocht“. In dieser wurden verschiedenste Rezepte gekocht und dabei gefilmt. Die Leser wurden aufgefordert die Gerichte nachzukochen und der Redaktion Bilder davon zu schicken.
Zuletzt bestand die Redaktion neben der Chefredakteurin Petra Fröhlich aus dem leitenden Redakteur Thorsten Küchler, den Redakteuren Marc Brehme, Christoph Schuster, Wolfgang Fischer und Alexander Frank, Jürgen Krauß sowie Michael Grill, dem einzigen Österreicher im Team. Als freie Mitarbeiter wurden Dennis Blumenthal, Lukasz Ciszewski, Andreas Bertis und Ralph Wollner beschäftigt.
Nach internen Umstrukturierungen im Dezember 2008 startete die Zeitschrift im Januar 2009 mit einem verschlankten Redaktionsteam und neuem Layout.
Ab Juli 2007 waren die ehemaligen Print-Mitarbeiter Lukasz Ciszewski und Christian Gürnth für den Internetauftritt pcaction.de verantwortlich. Ciszewski verließ die Seite im März 2009 kurz nach dem Relaunch und der Neuausrichtung „Players. Community. Action!“. Gürnth, der seitdem die Website mit Hilfe von freien Mitarbeitern leitete, gab im Juni 2010 bekannt, dass er die Redaktion verlasse. Mittlerweile arbeitet er als Creative Director für Gameswelt. Die Seite unterstand seitdem dem Online-Chefredakteur Florian Stangl.

## Ausgabearten
- PC Action DVD ab 16 (DVD enthielt auch Demos und Spiele-Vollversionen mit einer Altersbeschränkung ab 16 Jahren)
- PC Action DVD ab 18 (DVD enthielt auch Demos und Spiele-Vollversionen mit einer Altersbeschränkung ab 18 Jahren, nur im Abonnement beziehungsweise in Österreich und der Schweiz am Kiosk erhältlich)
- PC Action Premium (Normalausgabe der PC Action DVD ab 16 mit zahlreichen Gimmicks, die ein aktuelles Spiel betrafen; erschien erstmals als Ausgabe 11/2006)
- PC Action + Film (normale ab 16 DVD und eine weitere DVD mit einem Film)

## Inhalt

### Zeitschrift
Im Gegensatz zum Mitbewerb wurden Berichte, Tests und Interviews satirisch unterstrichen, vor allem Leserbriefe und Bildunterschriften wurden meist mit Sinnentferntem humorvoll kommentiert. Ab Anfang 2006 wurden zusätzlich neutrale, zu dem Bild passende Unterschriften gedruckt.
Die wichtigsten Kategorien der gedruckten Ausgabe der PC Action waren:
- Aktuelles aus der PC-Spiele-Szene.
- Vorschauen (Previews) von PC-Spielen, welche sich noch in der Entwicklung befanden.
- Tests (Reviews) aktueller PC-Spiele (kürzlich erschienen oder kurz vor dem Release stehend).
- E-Sport mit Informationen zum elektronischen Sport und Inhalten wie „Schlag den Pro!“, bei denen professionelle Spieler gegen Leser der PC Action antraten.
- Spielerforum mit ausführlicheren Vorstellungen von Mods und Gratisspielen.
- Artikel über aktuelle PC-Hardware-Komponenten mit Bezug auf Computerspiele (z. B. Grafikkarten, Joysticks und Computermäuse).
- Tipps, Cheats und Lösungen (im Sinne eines Computerspiels, z. B. eine Schritt-für-Schritt-Anleitung (Walkthrough) zum Durchspielen eines aktuellen Computerspiels).
- Ein Magazinteil mit Leserbriefen.
- Ab der Ausgabe 4/2007 gab es eine eigene Abteilung für Film, Musik und Konsolen.

### Heft-DVD
DVD-Typ: DVD-10 (Beide Seiten der DVD mit max. je 4,7 GB Speicher beschrieben)

Der dem Heft beigelegte Datenträger enthielt Demos, Videos, Mods, Patches, Treiber und Vollversionen von Computerspielen.

## Wertungssystem
Für die Spieletests wurde ein eigens entwickeltes Bewertungssystem verwendet. Es unterschied Einzelwertungen und eine Gesamtwertung. Die Einzelwertungen wurden in Prozent für
- Preis/Leistung
- Grafik
- Sound
- Steuerung
- Mehrspieler

vergeben.
Die Gesamtwertung berechnete sich unabhängig von den Einzelwertungen. Dabei wurden von 100 möglichen Spielspassprozentpunkten alle Kritikpunkte in Form von Prozentwerten abgezogen. Daraus ergab sich die Gesamtwertung in Prozent.

## Auflagenstatistik
Der IVW wurden seit dem dritten Quartal 2010 keine Auflagenzahlen mehr gemeldet; begründet wurde dies mit einer Konzeptionsänderung. Die letzten Vergleichszahlen stammen daher vom vierten Quartal 2009. Nach Verlagsangaben lag die Auflage im ersten Quartal 2011 nur noch bei rund 28.000.
Im vierten Quartal 2009 lag die durchschnittliche monatlich verkaufte Auflage nach IVW bei 34.980 Exemplaren. Das sind 39,4 Prozent (= 22.752) weniger Hefte als im Vergleichsquartal des Vorjahres. Die Abonnentenzahl nahm innerhalb eines Jahres um 11 Prozent auf 8.338 Abonnenten ab. Im vierten Quartal 2009 bezogen damit 23,8 Prozent der Leser die Zeitschrift im Abonnement.
| Anzahl der monatlich verkauften Ausgaben | Anzahl der monatlich verkauften Ausgaben | Anzahl der monatlich verkauften Ausgaben | Anzahl der monatlich verkauften Ausgaben | Anzahl der monatlich verkauften Ausgaben |
| ---------------------------------------- | ---------------------------------------- | ---------------------------------------- | ---------------------------------------- | ---------------------------------------- |
| Quartal                                  |                                          |                                          | Auflage a                                |                                          |
| IV/1998                                  | IV/1998                                  |                                          | 168.840                                  | 168.840                                  |
| IV/1999                                  | IV/1999                                  |                                          | 157.119                                  | 157.119                                  |
| IV/2000                                  | IV/2000                                  |                                          | 144.289                                  | 144.289                                  |
| IV/2001                                  | IV/2001                                  |                                          | 91.041                                   | 91.041                                   |
| IV/2002                                  | IV/2002                                  |                                          | 90.413                                   | 90.413                                   |
| IV/2003                                  | IV/2003                                  |                                          | 112.153                                  | 112.153                                  |
| IV/2004                                  | IV/2004                                  |                                          | 108.098                                  | 108.098                                  |
| IV/2005                                  | IV/2005                                  |                                          | 91.727                                   | 91.727                                   |
| IV/2006                                  | IV/2006                                  |                                          | 79.121                                   | 79.121                                   |
| IV/2007                                  | IV/2007                                  |                                          | 71.760                                   | 71.760                                   |
| IV/2008                                  | IV/2008                                  |                                          | 57.732                                   | 57.732                                   |
| IV/2009                                  | IV/2009                                  |                                          | 34.980                                   | 34.980                                   |
| Quelle: IVW                              |                                          |                                          |                                          |                                          |

| Anzahl der monatlich verkauften Abonnements | Anzahl der monatlich verkauften Abonnements | Anzahl der monatlich verkauften Abonnements | Anzahl der monatlich verkauften Abonnements | Anzahl der monatlich verkauften Abonnements |
| ------------------------------------------- | ------------------------------------------- | ------------------------------------------- | ------------------------------------------- | ------------------------------------------- |
| Quartal                                     |                                             |                                             | Abos a                                      |                                             |
| IV/1998                                     | IV/1998                                     |                                             | 13.105                                      | 13.105                                      |
| IV/1999                                     | IV/1999                                     |                                             | 13.729                                      | 13.729                                      |
| IV/2000                                     | IV/2000                                     |                                             | 13.470                                      | 13.470                                      |
| IV/2001                                     | IV/2001                                     |                                             | 12.471                                      | 12.471                                      |
| IV/2002                                     | IV/2002                                     |                                             | 11.305                                      | 11.305                                      |
| IV/2003                                     | IV/2003                                     |                                             | 13.042                                      | 13.042                                      |
| IV/2004                                     | IV/2004                                     |                                             | 13.003                                      | 13.003                                      |
| IV/2005                                     | IV/2005                                     |                                             | 11.424                                      | 11.424                                      |
| IV/2006                                     | IV/2006                                     |                                             | 10.624                                      | 10.624                                      |
| IV/2007                                     | IV/2007                                     |                                             | 10.150                                      | 10.150                                      |
| IV/2008                                     | IV/2008                                     |                                             | 9.373                                       | 9.373                                       |
| IV/2009                                     | IV/2009                                     |                                             | 8.338                                       | 8.338                                       |
| Quelle: IVW                                 |                                             |                                             |                                             |                                             |